# Bruktererpeton fiebigi
Bruktererpeton fiebigi (лат., возможное русское название — бруктерерпетон) — вид вымерших рептилиоморф из семейства  Gephyrostegidae, живших во времена верхнего карбона (марседенское время [подъярус], 318,1—314,6 млн лет назад) на территории современной Германии. Типовой и единственный вид в роде Bruktererpeton.

## Описание
Ископаемые остатки обнаружены близ Вупперталя (Рейнско-Рурский регион Германии) при дорожных работах и хранятся в Музее Горного дела в Бохуме. Они представлены практически полным скелетом, отсутствуют только таз, щека, средняя и задняя часть нёба, нижняя челюсть и передняя конечность. Низкая степень оссификации скапулокоракоида и костей конечностей указывает на молодой возраст данной особи. 
Череп удлиненный, узкий. Глазные орбиты большие, широко разнесенные. Пинеальное отверстие расположено далеко позади заднего края орбит. Слёзная кость широкая и простирается от глазной впадины до септомаксиллы. Посторбитальная область широкая и короткая. Интратемпорали и супратемпорали большие. Область щеки, вероятнее всего, была кинетически связана с посторбитальной областью. Нёбо несло на себе длинные и узкие хоаны и спаренные клыки на сошнике, нёбной кости и, предположительно, также на эктоптеригоиде. 
Туловище короткое (24 пресакральных позвонка), хвост очень длинный (более 34 каудальных позвонков). Интерцентры низкие и серповидные, плевроцентры высокие и U-образные. Передние («шейные») ребра укорачиваются и исчезают. Напротив, «грудные» ребра длинные, узкие и изогнутые. Межключичные кости и ключица напоминают таковые у антракозавров, тогда как клейтрум редуцирован. Также уменьшено супрагленоидное отверстие в скапулокоракоиде. Конечности хорошо развитые, но тонкие. Плечевая кость имеет заметный боковой киль и большой прямоугольный энтепикондиль. Тарсус уже демонстрирует «рептиломорфную» структуру, хотя элементы астрагала (тибиаль, промежуточный, проксимальный центр) не сливаются. Вентральные чешуи почти ланцетные и расположены треугольником.
Особенности, отличающие Bruktererpeton от Gephyrostegus, предположительно указывают на его лучшую адаптацию к наземным условиям. Так, череп существенно меньше в весе благодаря гораздо меньшим его размерам и расширением интерптеригоидных пустот по сравнению с Gephyrostegus. Утратив свою стабилизирующую функцию, также редуцировались таблитчатые рога. Конечности легче и менее массивны. За исключением тарсуса и формы малой берцовой кости они напоминают множеством черт, например, бедренной костью, примитивных капториноморфных рептилий. Хотя плечевая кость и примитивна, проявление продольных килей является специализацией иного типа, чем у рептилий. С другой стороны, плохо окостеневший позвоночный столб, по-видимому, невыгоден для наземного перемещения. Тем не менее, во многих морфологических особенностях бруктерерпетон более близок к рептилиям, чем к Gephyrostegus.
Это сходство с рептилийным шаблоном, скорее всего, конвергентное из-за сходного образа жизни. Поэтому ранние представители Gephyrostegidae, представленные Bruktererpeton fiebigi, исключены из группы, являющейся предковой для рептилий.